# Velké bahno
Velké bahno je přírodní památka v okrese Český Krumlov. Nachází se v Šumavském podhůří v Blíženském lese, 2,5 kilometru jižně od Černé v Pošumaví. Je součástí chráněné krajinné oblasti Šumava a je v péči její správy.

## Předmět ochrany
Důvodem ochrany je rozsáhlý soubor smrkových olšin s vývojovými stádii, několik menších rašelinišť z větší části zalesněných a další mokřady na podkladu biotitické a sillimanit – biotitické pararuly v mělké depresi potoka tekoucího do Lipna, se zvláště chráněnými druhy rostlin a živočichů..

## Flóra
Od poloviny 20. století byla původní mozaika lesů, extenzivních luk a močálů postupně přeměněna na komplex lesů – převažují smrkové, s příměsí borovice, část močálů byla poměrně neúčinně odvodněna lesnickými melioracemi. Sukcesní vývoj probíhá směrem k podmáčeným smrkovým olšinám a bažinným vrbinám. Na nelesních půdách i v mlazinách se vyskytuje řada ohrožených druhů rostlin – ďáblík bahenní (Calla palustris), prstnatec májový (Dactylorhiza majalis), prstnatec listenatý (Dactylorhiza fuchsii), bazanovec kytkokvětý (Lysimachia thyrsiflora), třtina nachová (Calamagrostis phragmitoides), oměj šalamounek (Aconitum plicatum), tolije bahenní (Parnassia palustri), vachta trojlistá (Menyanthes trifoliata), pleška stopkatá (Willemetia stipitata) a další. Velké bahno je jedinou lokalitou v Čechách, kde se občasně vyskytuje vzácný hřib horský (Butyriboletus subappendiculatus).
Z fauny je významná početná populace kriticky ohroženého skokana menšího (Pelophylax lessonae), v potoce žijí mihule potoční (Lampetra planeri), čolek horský (Ichthyosaura alpestris) a čolek obecný (Lissotriton vulgaris). Z bezobratlých byli nalezeni kriticky ohrožený střevlík Menetriesův (Carabus menetriesi pacholei) a vzácní střevlíček vřesovištní a střevlík Epaphius rivularis a silně ohrožený žluťásek borůvkový (Colias palaeno).